# Христианский совет Танзании
Христианский совет Танзании (англ. Christian Council of Tanzania) — христианская экуменическая организация в Танзании. 

## История
Совет был основан по инициативе менонитов в январе 1934 года под своим первым названием «Миссионерский совет Танганьики» (англ. Tanganyika Missionary Council) и обрёл своё нынешнее название в 1964 году. В настоящее время совет объединяет 12 религиозных организаций в Танзании. Среди членов — лютеранская, англиканская, моравская, баптистская и другие церкви.

## Концепция
Совет активен в различных областях, таких как развитие женщин, молодежные программы, предотвращение распространения ВИЧ/СПИД, борьба с изменением климата и защита окружающей среды, продовольственная безопасность, межрелигиозные отношения и экуменизм. Общая миссия совета заключается в способствовании единству христианских конфессий в Танзании и содействии в свидетельствовании. Совет организует инициативы микрофинансирования для преодоления бедности, борьбы с гендерным насилием, коррупцией и деградацией окружающей среды. Штаб-квартира располагается в Додоме, Танзания.

## Руководители
Председатель — Фредрик Шу, Епископ Северной епархии и председательствующий епископ Евангелическо-лютеранской церкви Танзании. Первый заместитель председателя — Стэнли Хотай, Епископ епархии Килиманджаро англиканской церкви Танзании (англ. Anglican Church of Tanzania.  Второй заместитель председателя — Мусса Магвезела, председательствующий епископ Африканской внутренней церкви Танзании (англ. Africa Inland Church of Tanzania, AICT), Генеральный секретарь — Моисей Матонья, представитель Англиканской церкви Танзании.

## Партнерство
Совет является членом Всемирного совета церквей, Содружества христианских советов Южной Африки и Содружества христианских советов и церквей Великих озер и Африканского Рога.

## Внешние ссылки
- cct.or.tz — официальный сайт Христианский совет Танзании
- Христианский совет Танзании на сайте Всемирного совета церквей